# Vriesea parviflora
Vriesea parviflora là một loài thuộc chi Vriesea. Đây là loài đặc hữu của Brasil.